# Пізанський ботанічний сад
43°43′11″ пн. ш. 10°23′46″ сх. д. / 43.71982° пн. ш. 10.39619° сх. д.

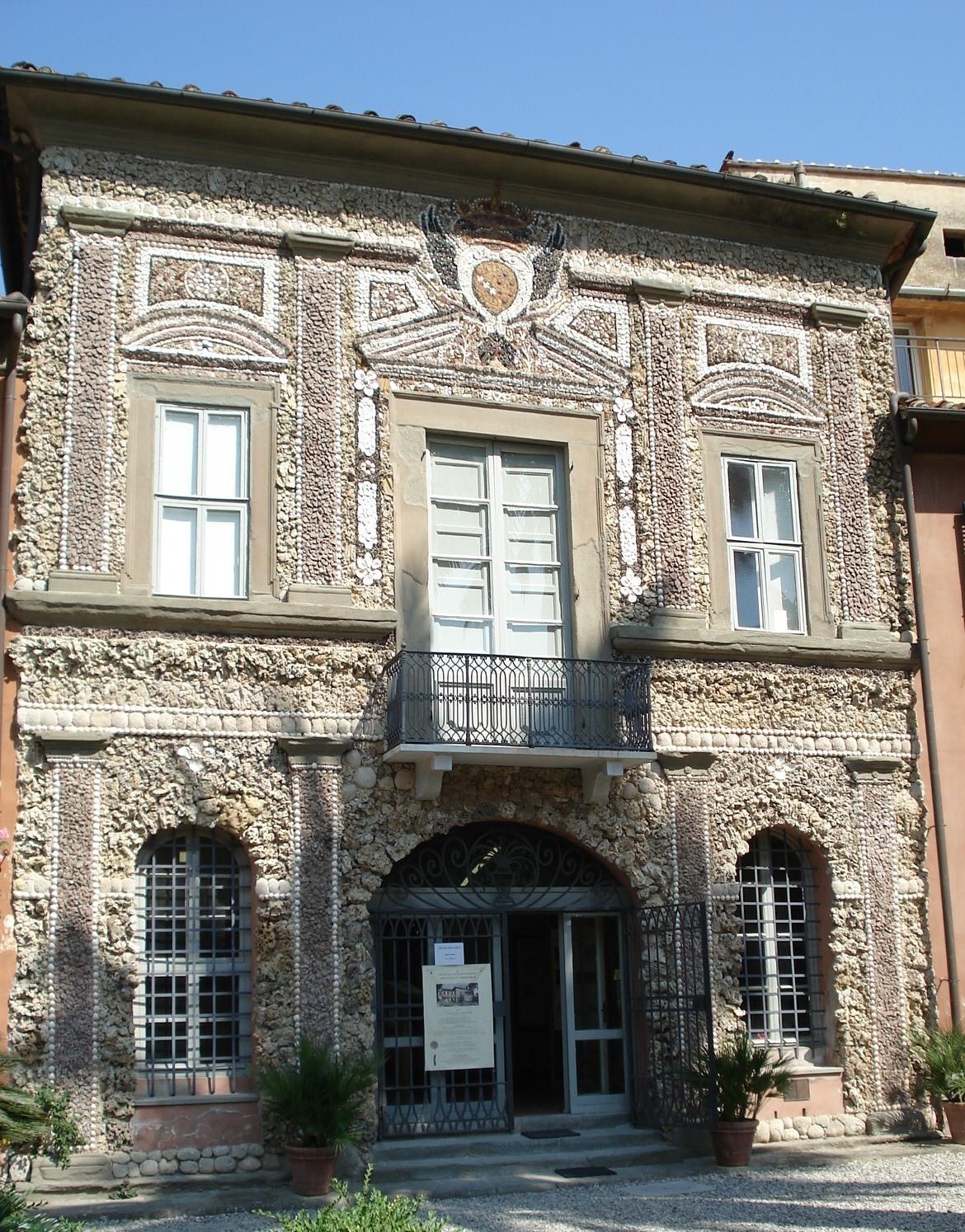
Історичний Istituto di Botanica

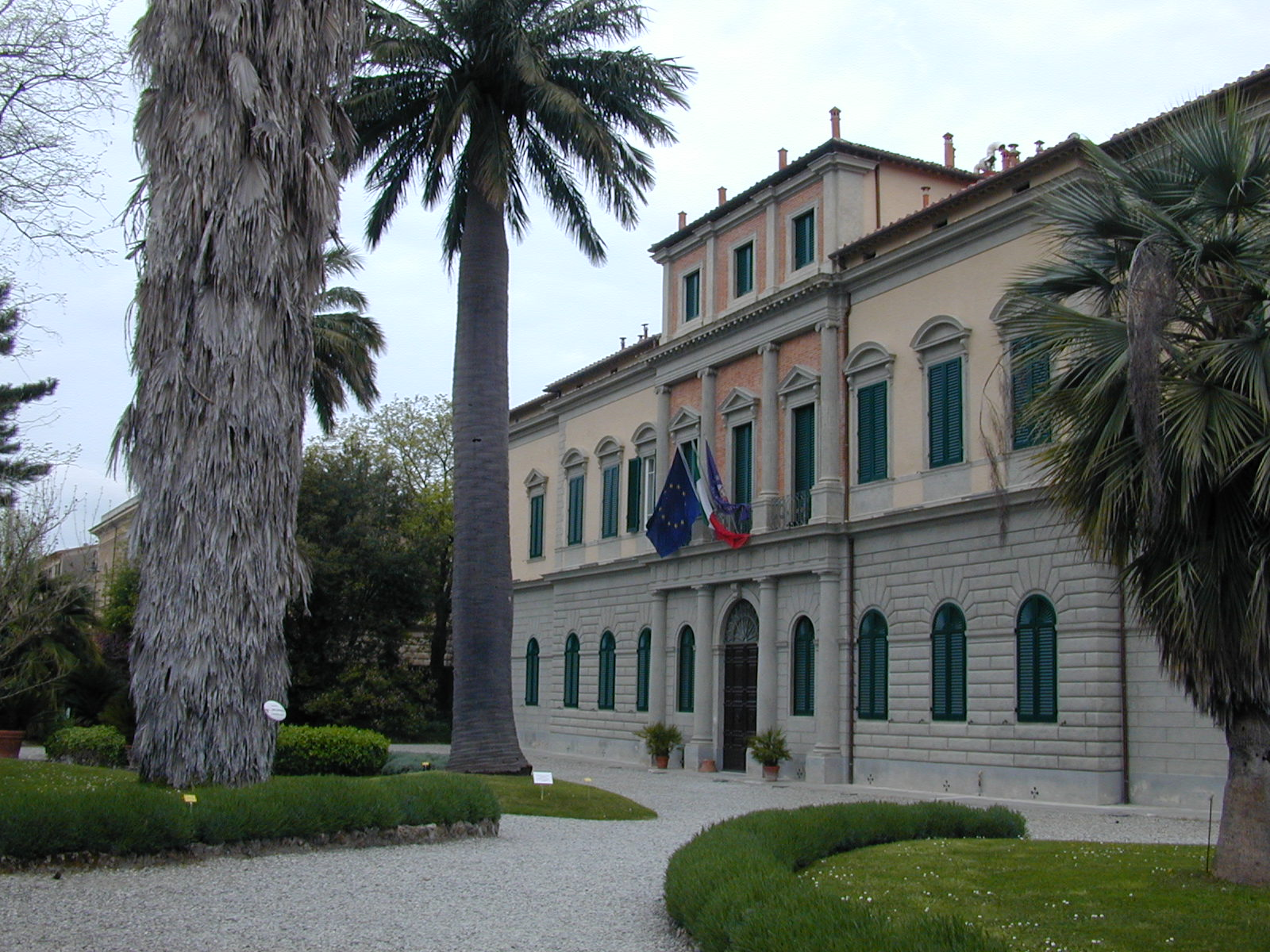
Сад та Інститут ботаніки

Пізанський ботанічний сад був заснований у 1543 та 1544 роках за ініціативи лікаря та ботаніка Луки Гіні, який сам не був родом з центральноіталійського міста Піза. Він отримував фінансову підтримку від Козімо I де Медічі, великого герцога Тосканського. Згідно з датою заснування, це найстаріший університетський ботанічний сад у світі. Однак, оскільки він більше не розташований на своєму початковому місці, цей статус належить Ботанічному саду Падуї.
Сад був перенесений на інше місце в 1563 році, потім знову змінював місце розташування з 1591 по 1595 рік і нарешті знайшов своє місце поблизу площі Міраколі. У той час у саду також розміщувалися Інститут ботаніки (Istituto di Botanica) та музей природничих наук.
У 1814 році музей був відокремлений від саду. Розташування клумб і рослин змінювалося кілька разів протягом багатьох років. З XIX століття комплекс розрісся до 148 клумб з 2000 видами рослин. У XIX столітті сад було розширено приблизно до 3 гектарів. У 1984 році ботанічний факультет та сад перейшли до відомства ботанічного факультету Пізанського університету. У 2006 році цей факультет було розформовано, а сад передано до відомства біологічного факультету університету.

## Рослини
Заснування дендрарію датується XIX століттям. Два найстаріші дерева (гінкго білоба та магнолія крупноквіткова) датуються 1787 роком. Також є систематичний розділ, що налічує 550 видів. В іншій секції (Орто-дель-Мірто) можна знайти 140 лікарських рослин. Тут зберігаються деякі болотні рослини, яким в Італії загрожує зникнення. Також варто згадати відділ геофітів з цибулинними рослинами та відділ сукулентів з кактусами, молочаями, сукулентами та агавами.